# Paul Boudier
Pour les articles homonymes, voir Boudier.
Paul Boudier, né le 4 février 1919 à Lyon (Rhône), et mort le 24 octobre 2003 à Antibes (Alpes-Maritimes) est un aviateur français, combattant de la Seconde Guerre mondiale et pilote d'essai après-guerre.

## Distinctions
- Officier de la Légion d'honneur[Quand ?]
- Croix de guerre 1939-1945
- Médaille de l'Aéronautique[2]

## Publications
- En 1955, Paul Boudier avait publié "Ils ont reconquis notre ciel" aux éditions Amiot-Dumont, dans lequel il raconte quelques faits dans le domaine des essais en vol.
- En 1957 il publie "Essais en Vol" aux éditions du Livre Contemporain, en collaboration avec deux autres célèbres pilotes d’essai : Bill Bridgeman (Douglas Skyrocket et X-3) et Neville Duke (Hawker Hunter). L’ouvrage reprend les pages principales des ouvrages précédemment écrits par les trois auteurs.